# うずしお (潜水艦・2代)
うずしお（ローマ字：JS Uzushio, SS-592）は、海上自衛隊の潜水艦。おやしお型潜水艦の3番艦。艦名は渦潮から由来し、この名を受け継いだ日本の艦艇としては、うずしお型潜水艦「うずしお」（SS-566）に続き2代目にあたる。

## 艦歴
「うずしお」は、中期防衛力整備計画に基づく平成7年度計画2700トン型潜水艦8107号艦として、川崎重工業神戸工場で1996年3月6日に起工され、1998年10月15日に進水、2000年3月9日に就役し、第2潜水隊群第2潜水隊に編入され横須賀に配備された。
2004年8月19日から11月17日までの間、ハワイ派遣訓練に参加。
2007年8月23日から11月29日までの間、ハワイ派遣訓練に参加。
2011年1月17日、ハワイ近海での米国派遣訓練のため、横須賀を出港。4月20日に派遣訓練終了後グアムに寄港。同28日呉に帰港した。
現在も第2潜水隊群第2潜水隊に所属し、定係港は横須賀である。

### 歴代艦長
| 代 | 氏名       | 在任期間               | 出身校・期            | 前職                              | 後職                                                    | 備考            |
| -- | ---------- | ---------------------- | --------------------- | --------------------------------- | ------------------------------------------------------- | --------------- |
| 1  | 田中太彦   | 2000.3.9 - 2001.3.22   | 防大23期              | うずしお艤装員長                  | 海上自衛隊幹部学校付                                    |                 |
| 2  | 田川和幸   | 2001.3.23 - 2003.6.19  | 防大27期              | 海上幕僚監部人事教育部 人事計画課 | 海上自衛隊幹部学校                                      |                 |
| 3  | 窪田洋一   | 2003.6.20 - 2004.5.31  | 防大30期              | 潜水艦隊司令部                    | 海上幕僚監部調査部調査課                                |                 |
| 4  | 杉山 治    | 2004.6.1 - 2007.1.31   | 防大29期              | 潜水艦教育訓練隊付                |                                                         |                 |
| 5  | 布田英二   | 2007.2.1 - 2010.2.28   | 熊本商科大・ 39期幹候 | はるしお艦長                      |                                                         |                 |
| 6  | 千原三武   | 2010.3.1 - 2011.10.20  | 防大36期              | 潜水艦隊司令部                    | あさしお艦長                                            |                 |
| 7  | 伊藤裕雅   | 2011.10.21 - 2013.10.6 |                       | 第1潜水隊群司令部幕僚             | 横須賀基地業務隊補充部付 →2013.10.31 こくりゅう艤装員長 |                 |
| 8  | 原 利光    | 2013.10.7 - 2014.11.30 | 防大40期              | 潜水艦隊司令部                    | 統合幕僚監部防衛計画部計画課                            |                 |
| 9  | 板𣘺正宣   | 2014.12.1 - 2016.3.22  | 防大39期              | 潜水艦教育訓練隊                  | 潜水艦隊司令部                                          |                 |
| 10 | 廣瀬正忠   | 2016.3.23 - 2017.6.22  | 防大34期              | 潜水艦教育訓練隊                  | 潜水艦隊司令部                                          | 就任時、3等海佐 |
| 11 | 中島隆雄   | 2017.6.23 - 2018.7.9   | 防大46期              | 潜水艦教育訓練隊                  | 潜水艦教育訓練隊                                        |                 |
| 12 | 久保田真紀 | 2018.7.10 - 2020.3.15  |                       | 潜水艦教育訓練隊                  | ちよだ航海長 兼 副長                                    |                 |
| 13 | 古田将仁   | 2020.3.16 - 2021.7.4   |                       | 潜水艦隊司令部幕僚                | 潜水艦教育訓練隊                                        |                 |
| 14 | 石井 毅    | 2021.7.5 -             |                       | けんりゅう艦長                    |                                                         |                 |

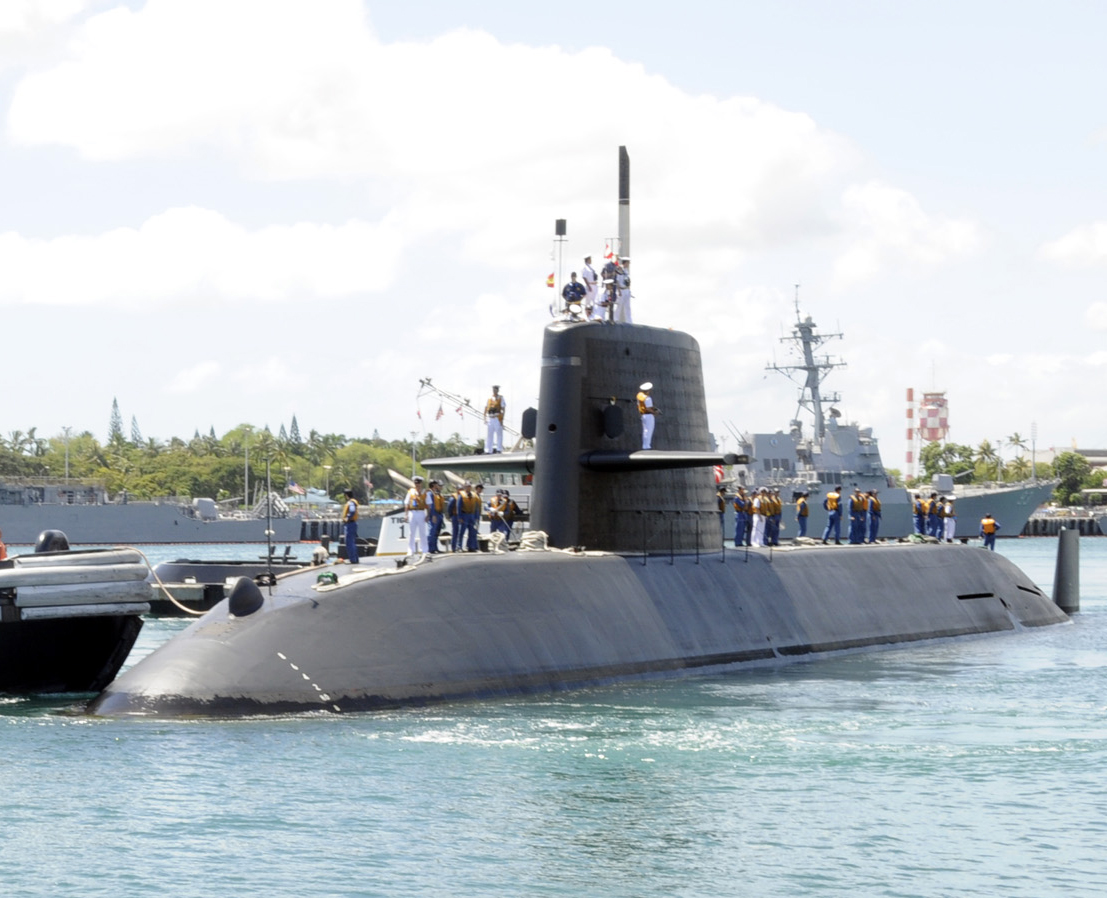
真珠湾（ハワイ州オアフ島）にて
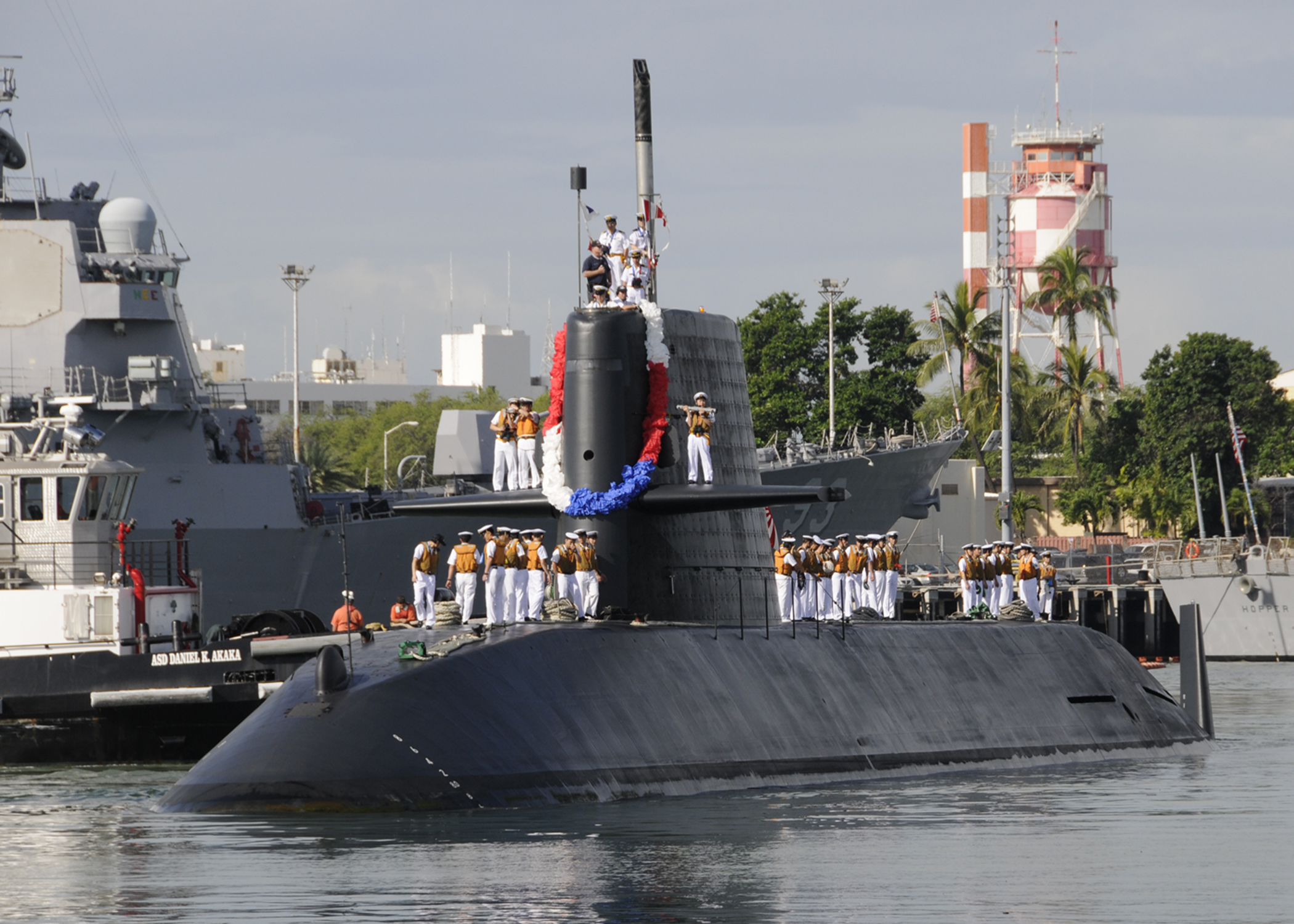
真珠湾（ハワイ州オアフ島）にて
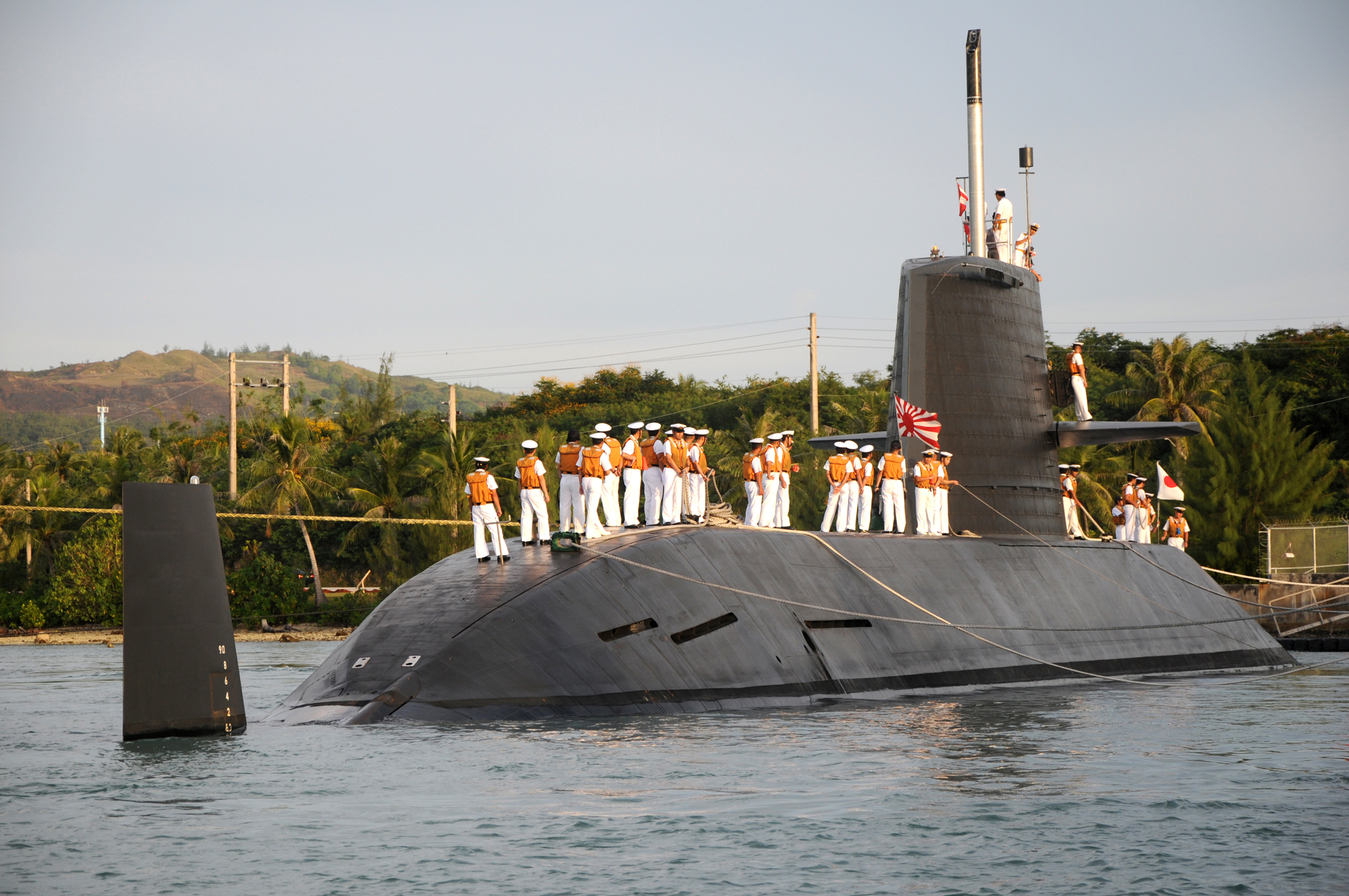
グアム島アプラ港にて
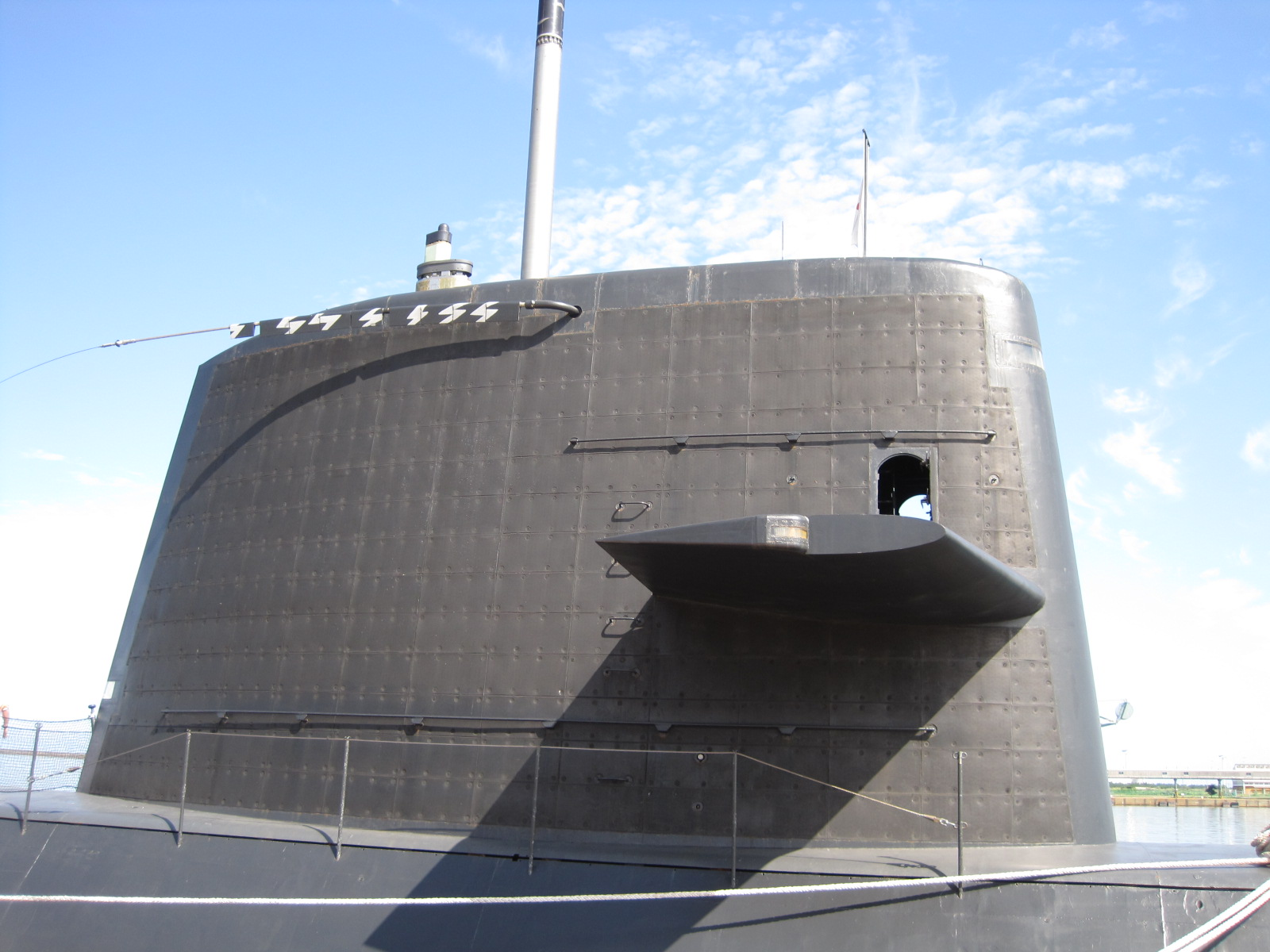
艦橋